# هلوهرپیا
هلوهرپیا (نام علمی: Helluoherpia) نام یک سرده از رده شیارشکمان است.